# Famille Della Robbia
Pour les articles homonymes, voir Della Robbia.
Cette page explique l’histoire ou répertorie les différents membres de la famille Della Robbia.

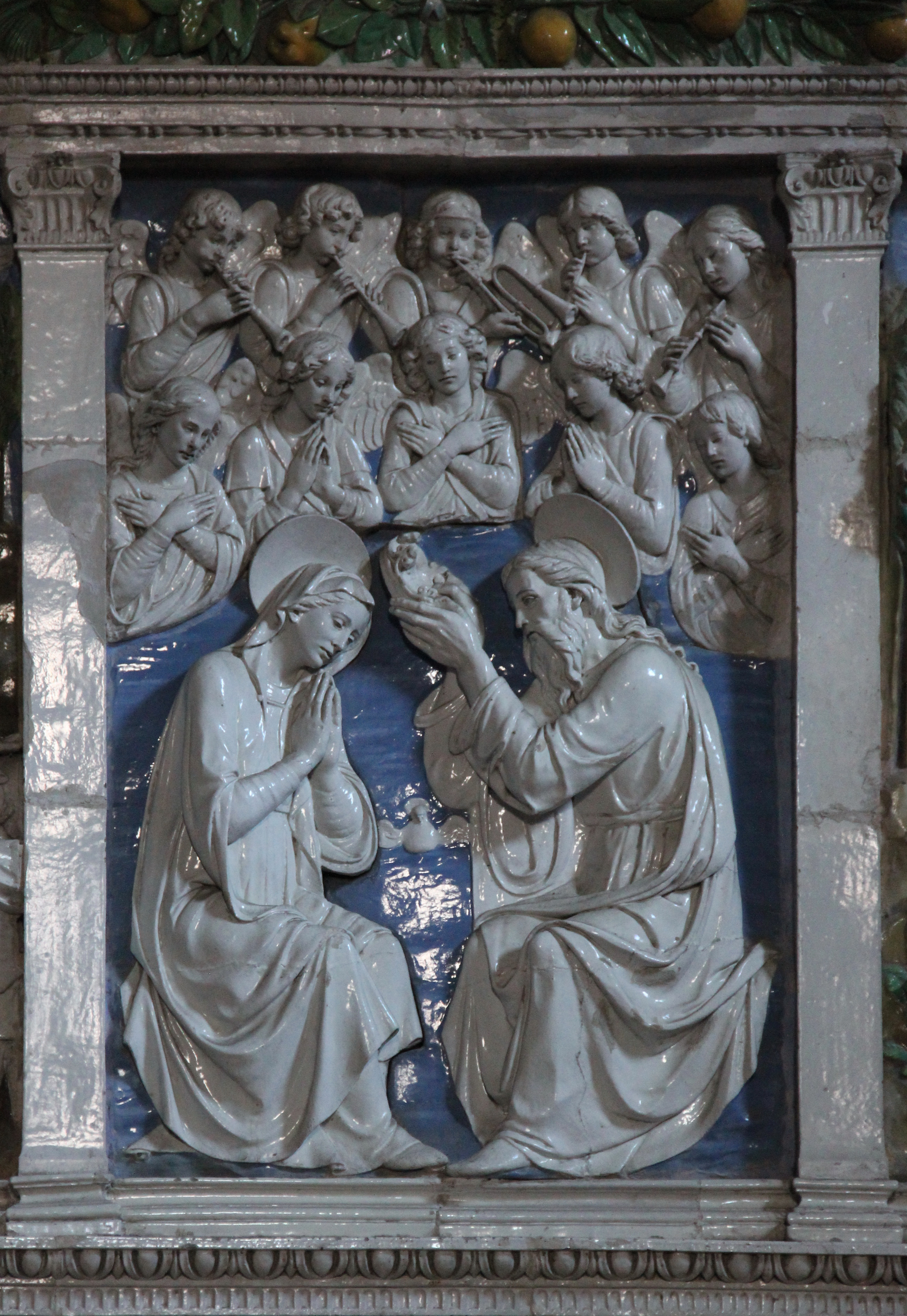
Triptyque de la Pieve delle Sante Flora e Lucilla de Santa Fiora

La famille Della Robbia est une famille d'artistes italiens spécialisés dans la terre cuite émaillée (terracotta invetriata) :
Simone di Marco di Vanni della Robbia, à l'origine de la lignée  (1343- ??), teinturier (robbia est le terme toscan pour garance)
- Luca della Robbia (1400 - 1481) et son frère :
- Marco della Robbia (1385 - 1448)
  - Andrea della Robbia (1435 - 1525), le fils  de Marco et neveu de Luca et ses cinq fils :
    - Marco della Robbia le Jeune (1468 -1534) devenu Fra' Mattia Della Robbia à partir de 1496,
    - Giovanni della Robbia (1469 – 1529),
    - Luca della Robbia le Jeune  (1475-1548 ?)
    - Francesco della Robbia (1477 - 1527) dit Fra'  Ambrogio della Robbia (actif à Sienne en 1504   et Montelupone en 1526)
    - Girolamo della Robbia (1488 - 1566), le fils cadet[1], sculpteur en France et auteur du transi (vers 1565) de Catherine de Médicis maintenant au musée du Louvre

## Pour approfondir